# Силин, Владимир Иванович
Владимир Иванович Силин  (2 июля 1921 года, Покровск — 16 марта 2015 года, Санкт-Петербург) — советский и российский тренер, преподаватель и судья по спортивной гимнастике. Судья международной категории (1958). Заслуженный работник физической культуры Российской Федерации (1996). Кандидат педагогических наук (1955). Профессор (1977). Полковник.

## Биография
Родился в 1921 году в Покровске Саратовской губернии.
После окончания средней школы поступил на исторический факультет Саратовского университета. Начал заниматься гимнастикой в 1939 году под руководством Николая Павловича Серого. В 1941 году Силин ушел добровольцем в армию, попал на тренировочную базу десантных войск в Ульяновск.
В сентябре 1941 года был зачислен на курсы подготовки командиров взводов военного факультета физической культуры ГЦОЛИФКа имени Сталина, который окончил в 1944 году. Участник парада Победы 1945 года.
Мастер спорта СССР по спортивной гимнастике (1947). С 1950 по 1952 год входил в состав сборной команды СССР. В 1951 году стал серебряным призёром чемпионата СССР в командном зачете.
С 1947 года и практически до самой смерти Владимир Иванович преподавал в Военном институте физической культуры. С 1956 по 1980 год был в нём заведующим кафедрой гимнастики и атлетической подготовки.
С 1980 года полковник В. И. Силин — в запасе. В том же году его избрали профессором кафедры гимнастики, которой он руководил до 2015 года, в 1984—2010 годах был также учёным секретарём диссертационного совета института. В последние годы жизни — председатель Совета ветеранов Военного института физической культуры.
В 1960—1980-е годы работал главным судьей многих соревнований по спортивной гимнастике в СССР.
Академик Балтийской, Петровской и Калифорнийской академий.
Наиболее высоких результатов среди воспитанников Силина добился Иосиф Бердиев, ставший олимпийским чемпионом 1952 года. С 1956 по 1968 год Силин в качестве специалиста-психолога принимал участие в подготовке сборных команд СССР по гимнастике.
Умер 16 марта 2015 года в Санкт-Петербурге. Похоронен на Серафимовском кладбище.
Был женат. Сын — Игорь, спортивный врач. Дочь — Ирина.
В 2018 году в Санкт-Петербурге был проведён Кубок Вооружённых Сил Российской Федерации по зимнему офицерскому четырехборью памяти В. И. Силина.

## Награды и звания
- Судья республиканской категории (1954).
- Судья всесоюзной категории (1957[17]).
- Судья международной категории (1958).
- Орден Отечественной войны II степени (1985).
- Орден Красной Звезды.
- Орден «Знак Почёта».
- Золотая медаль ВДНХ (1989).
- Знак «Отличник физической культуры и спорта» (1990).
- Заслуженный работник физической культуры Российской Федерации (1996)[18].